# Cryphaea obovatocarpa
Cryphaea obovatocarpa är en bladmossart som beskrevs av S. Okamura 1911. Cryphaea obovatocarpa ingår i släktet Cryphaea och familjen Cryphaeaceae. Inga underarter finns listade i Catalogue of Life.